# Lafofa
Lafofa ist eine Niger-Kongo-Sprache der kordofanischen Untergruppe.
Sie ist die einzige Vertreterin der Talodi-Tegem-Untergruppe. Es gibt mehrere Dialekte der Sprache: Jebel el Amira (el Amira), Jebel Tekeim (Jebel, Tekeim, Tegem) und Lafofa.
Die vom Aussterben bedrohte Sprache wird nur noch von 600 Menschen in den Nubabergen in Kordofan im Sudan gesprochen.